# RoboCop statue
A RoboCop Statue é uma escultura de bronze financiada coletivamente, criada em homenagem ao icônico personagem do filme RoboCop (1987), dirigido por Paul Verhoeven. A estátua está planejada para ser instalada na cidade de Detroit, Michigan, cenário do filme. Sua criação resultou de uma campanha viral na internet, evidenciando o forte vínculo cultural do personagem com a cidade.

## História
A ideia de construir uma estátua do RoboCop em Detroit surgiu em fevereiro de 2011, quando um usuário do Twitter de Massachusetts tuitou para o então prefeito Dave Bing: "@mayordavebing, Filadélfia tem uma estátua do Rocky, RoboCop seria uma adição incrível para Detroit."
O gabinete do prefeito inicialmente respondeu que não havia planos para a estátua.[carece de fontes?] A resposta gerou uma reação viral nas redes sociais, levando um grupo de cidadãos e artistas locais, liderados por Jerry Paffendorf e John Leonard, a lançar uma campanha de financiamento coletivo no Kickstarter para arrecadar US$ 50.000.
A campanha superou a meta em poucos dias, arrecadando US$ 67.436 de mais de 2.700 apoiadores. O ator Peter Weller, intérprete de RoboCop no filme original, gravou uma mensagem de apoio ao projeto.[carece de fontes?]

## Significado cultural
A estátua vai além de uma homenagem a um personagem de ficção científica. Ela representa o engajamento comunitário na era digital e o orgulho cívico de Detroit. O filme RoboCop, embora retrate uma distopia, tornou-se um ícone cultural da cidade, e a estátua simboliza sua resiliência e reinvenção, assim como o personagem, reconstruído para proteger a comunidade.